# Palaeomolis purpurascens
Palaeomolis purpurascens là một loài bướm đêm thuộc phân họ Arctiinae, họ Erebidae.